# ویلیس هال
ویلیس هال (انگلیسی: Willis Hall؛ ۶ آوریل ۱۹۲۹ – ۷ مارس ۲۰۰۵) فیلم‌نامه‌نویس، نمایشنامه‌نویس و نویسنده اهل بریتانیا بود.
از فیلم‌ها یا مجموعه‌های تلویزیونی که وی در آن‌ها نقش داشته است می‌توان به ارتش سری و پرده پاره اشاره نمود.